# Maja Lundgren
Astrid Maja Elisabeth Lundgren, ursprungligen Astrid Marianne Elisabet Lundgren, född 18 mars 1965, är en svensk författare, litteraturkritiker och översättare (från engelska, franska och italienska).
Lundgren är dotter till översättaren, författaren och journalisten Caj Lundgren och översättaren Astrid Lundgren.

## Biografi
Lundgren debuterade som romanförfattare 1993. Hon var krönikör i tidskriften 90-tal 1993–1997 och har medverkat i Surrealistgruppen i Stockholm. Intresset för surrealismen kan även märkas i hennes blogg Cronache di Maja.
År 2001 fick hennes roman Pompeji ett närmast unisont beröm från kritikerkåren. Den vann Svenska Dagbladets litteraturpris och nominerades till Augustpriset samt till de internationella priserna Bancarella och Prix Jean Monnet de la littérature européenne.
Hennes följande "roman" (beteckningen var förlagets, inte författarens), Myggor och tigrar (2007), om camorran i Neapel och kulturetablissemanget i Sverige, fick ett betydligt mer blandat mottagande, men väckte samtidigt uppmärksamhet för sin utlämnande skildring av de litterära kotterierna i Sverige och det där, enligt Lundgren, rådande manliga föraktet för kvinnor. Boken väckte debatt på kultursidorna.
År 2010 kom Maja Lundgrens fjärde roman/bok – Mäktig tussilago; och 2018 gav hon ut sin femte roman - Den skenande planeten.
Hon är medlem i Surrealistgruppen i Stockholm.

## Översättningar i urval
- 1995 Bruce Chatwin och Paul Theroux, Åter till Patagonien, Brombergs förlag
- 1997 Yann Martel, Själv, Rabén Prisma
- 1997 Béatrice Didier, Fransk litteratur under napoleontiden, Alhambra
- 1999. Buchi Emecheta, Tvillingrösten, Ordfront
- 2011 Nelly Kaplan, Sinnenas brunn, Sphinx
- 2015 André Breton, Galen kärlek, Sphinx
- 2022 Sophie Calle, Sanna historier, Faethon

## Priser och utmärkelser
- 2001 – En bok för allas litterära humorpris för Pompeji
- 2001 – Svenska Dagbladets litteraturpris
- 2001 – Alf Henrikson-priset[7]
- 2007 – Skams stora pris för stor konst[8]
- 2007 – Stora läsarpriset, bästa roman (Bokcirklar)
- 2008 – Albert Bonniers stipendiefond för yngre och nyare författare